# ローマ美術

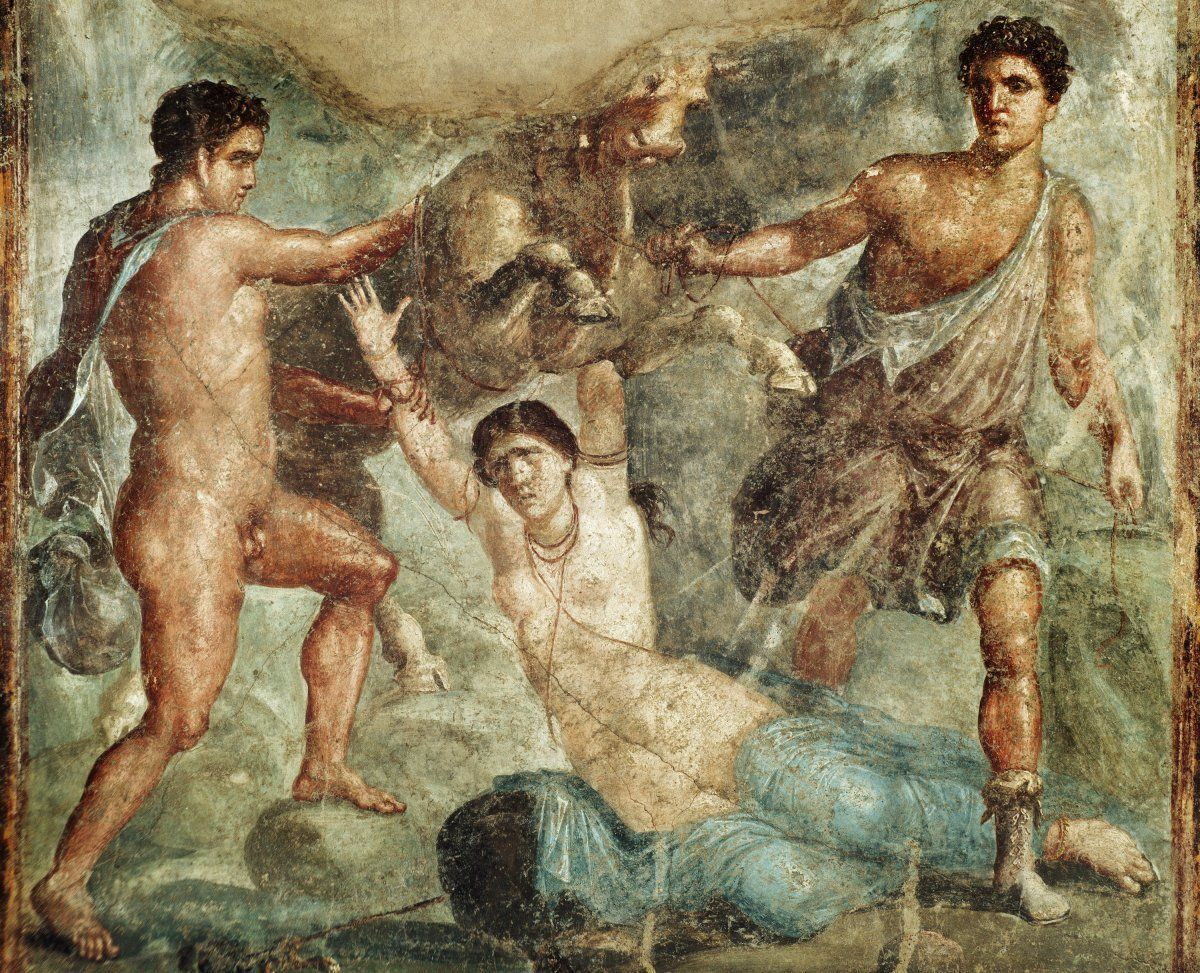
ポンペイのフレスコ画

ローマ美術（ローマびじゅつ）とは、古代ローマ帝国の美術であり、時間的には共和制末期とコンスタンティヌス1世以前の帝政期の美術を指す。空間的には地中海地域（アフリカ北岸も含む）とライン以西の欧州、ユーフラテス以西の近東地域での美術である。

ローマ帝国の主流となった美術は、作者が主としてギリシャ人であったので、ヘレニズム美術の延長となった。彫刻と絵画の領域では、古典期～ヘレニズム期のギリシャ美術を古典・典範とする見方が主流であり、模倣的な傾向が強い。

## 建築

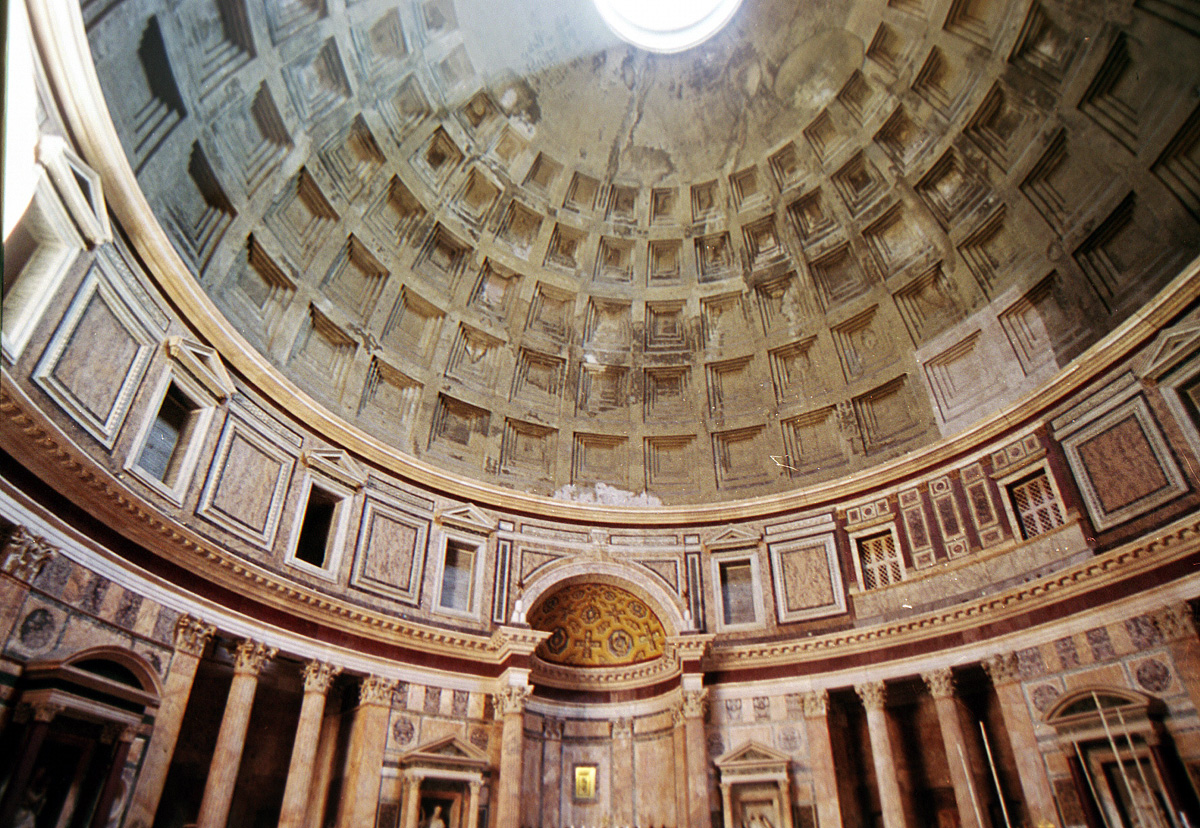
パンテオン内部

ローマ美術が最も偉大な革新を行ったのは建築の分野である。ローマ帝国は広大な領域に拡がり、多くの都市をその支配下に置いたこともあり、コンクリートの使用を含めた大規模な都市建設の方法を発展させた。パンテオンやコロッセウムのような巨大な建築物は従来の素材や方法では決して建設し得ないものであった。コンクリートは彼らの時代より約千年前に近東で発明されていたがローマ人はその強度と経済性を生かして城塞建設だけでなく彼等の最も偉大な建物やモニュメントの建設にこの素材の用途を拡大した。コンクリート造の建物は富と権力を誇示するために石膏、レンガ、石、大理石で化粧され、多彩色の装飾が施されたり金めっきの施された彫刻で飾られることが多かった。
コンクリートの技術によるローマ建築の堅牢さは伝説的でさえある。多くの建物が現存し、未だに使われているものさえある。その多くはキリスト教の時代から教会として使用されている。もっとも、多くの遺構ではコンスタンティヌスのバシリカのように大理石の化粧板が剥げてコンクリートが剥き出しになり当時よりも大きさも壮大さも減じてしまってはいるが。
共和制期、ローマ建築はギリシアとエトルリアの要素を融合し円形の寺院やアーチなどを発案した。帝政初期にローマの国力が高まると初期の皇帝たちはパラティーノの丘とその近郊に大規模な宮殿を造営するために区域のスラム街の破壊を開始した。このような再開発のためには大きなスケールでのデザインと工学的手法の発達を必要とした。そしてフォルムとして知られる商業、政治、宗教、社会活動のための複合施設が建設された。ユリウス・カエサルは古くからあったフォロ・ロマーノを整備し、フォロ・ジュリアーノを建設した。後の皇帝によってさらに幾つかのフォルムが建設された。古代ローマで最もすばらしい円形競技場のコロッセオはフォロ・ロマーノの東端に80年頃に完成した。コロッセオは50,000人を収容でき、日除けのために布を張る設備があった。そこでは剣闘士の闘いや模擬海戦のような見世物を行うことができた。このローマ建築の傑作はローマの工学技術の高さを示すと共に三つの建築オーダー(ドーリア式、イオニア式、コリント式)を取り入れている。コロッセオほど有名ではないがローマ市民同じくらい重要なのが五階建てのインスラ(insula)と呼ばれる街区である。そこはローマ人の集合住宅で何万人もの市民が住んでいた。

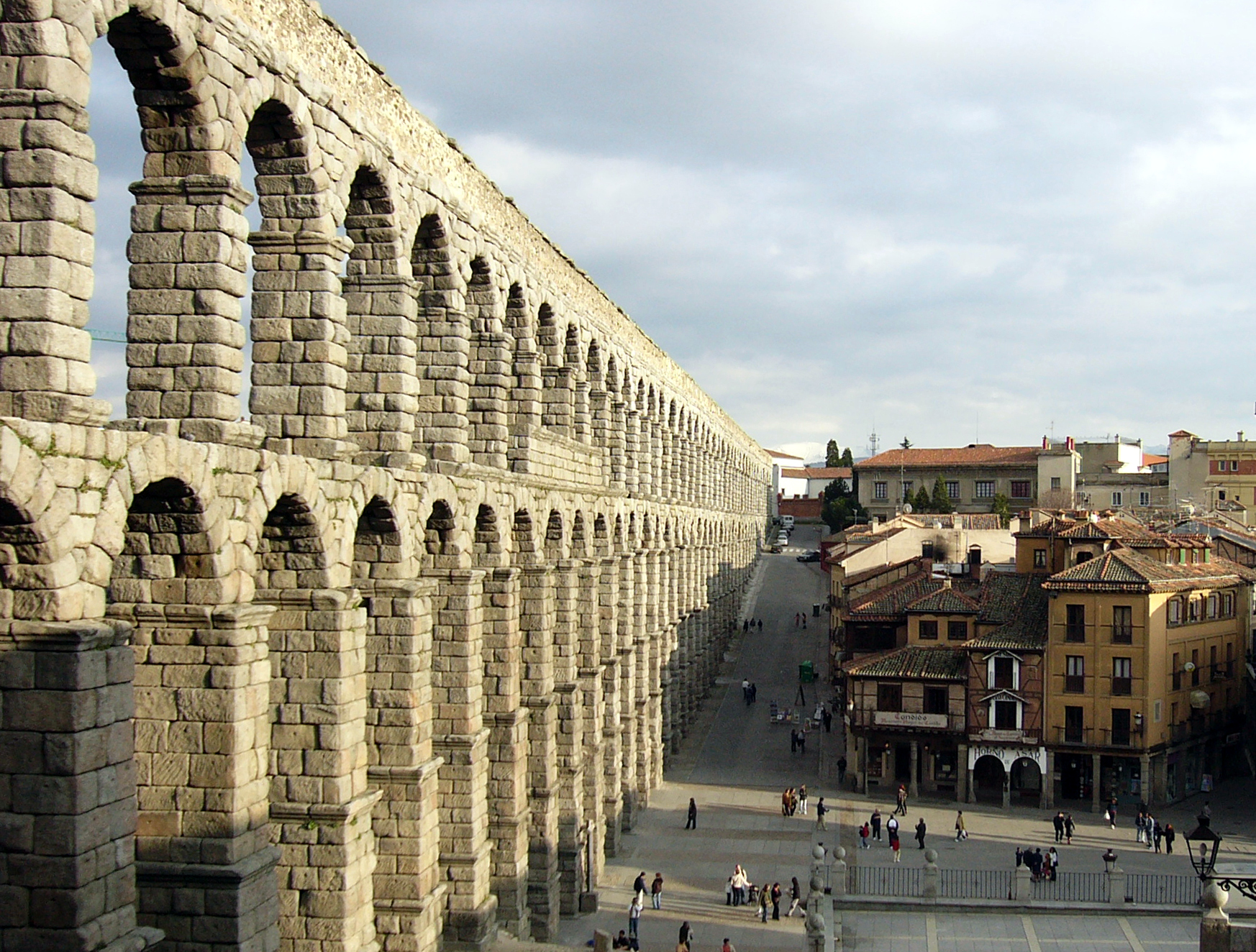
セゴビアの水道橋

ローマ帝国の領土が最大となり、ローマの美術がその栄光の絶頂にあったのはトラヤヌス帝(在位：98-117年)からハドリアヌス帝(在位：117-138年)の治世にかけてであった。その栄光はモニュメント、集会場、庭園、水道橋、浴場、宮殿、パビリオン、サルコファガス、神殿などの大規模な建築プログラムによるものだった。アーチ、コンクリート、ドームなどの建築技術の使用によりヴォールト天井の建築が可能となり、そのことが宮殿や公共浴場、バシリカを含む帝国の黄金時代を飾る公共建築を可能とした。パンテオン、ディオクレティアヌス浴場、カラカラ浴場はドーム建築の優れた例である。パンテオン(万神殿)は天井中央に「目」あしらった開口部を持つ古代世界の最もよく保存された神殿である。天井の高さは建物の内部の直径と同じで、巨大な球を入れる入れ物のような形になっている。これらの偉大な建物はブルネレスキのようなイタリアルネサンスの建築家たちのインスピレーションのもととなった。偉大な建築プロジェクトがローマで実行されたのはコンスタンティヌス帝(在位：306-337年)の時代が最後だった。コロッセオの近くに建設されたコンスタンティヌスの凱旋門には様式を混在させた折衷の効果を出すために近くのフォルムから加工済の石をリサイクルしている。
ローマ水道もまたアーチを利用していて、帝国内のあちこちに建設された。大きな都市区域では不可欠な水の供給設備だった。これらの水道の崩れることなく建っている石造の遺跡は特に印象的である。3層のアーチで構成されているポン・デュ・ガール(ニームの水道橋)、セゴビアの水道橋(en)などはローマ建築の設計と建築技術の質の高さを物語っている。古代ローマの建築はビザンティン建築、イスラム建築など後世に大きな影響を遺した。

## 彫刻

ポンペイのドリフォロス

肖像彫刻が発達した。現実の人間や事件をテーマにして造形芸術で表現するという習慣は、多くの個性的な肖像彫刻や、トラヤヌス円柱浮彫などの壮大な叙事作品を遺した。これは、戦勝祝を神話で比喩的に表現するギリシアの習慣とは異なる、ローマ美術の特色である。
一方、ウェヌスやメルクリウスなどの神像としては、ギリシア彫刻の模刻が大量に制作された。今日、ギリシア時代の巨匠の原作は殆ど消失しているので、ローマ時代の模刻（ローマンコピー）を通してのみ作風を知ることができる。ルネサンス以来の西欧におけるギリシア彫刻のイメージは、ローマ人のフィルターを通しているのである。そのギリシア彫刻の影響を受け、ローマ美術の代表作としてしばしば挙げられるのがプリマポルタのアウグストゥスである。作られた年代はアウグストゥスが権力を確立した紀元前27年以降と考えられており、それ以前のタイプがヘレニズム美術の影響が強かったのに対し、このプリマポルタのアウグストゥスが代表するタイプは古典ギリシアの理想主義的な要素が強調されている。

## 絵画

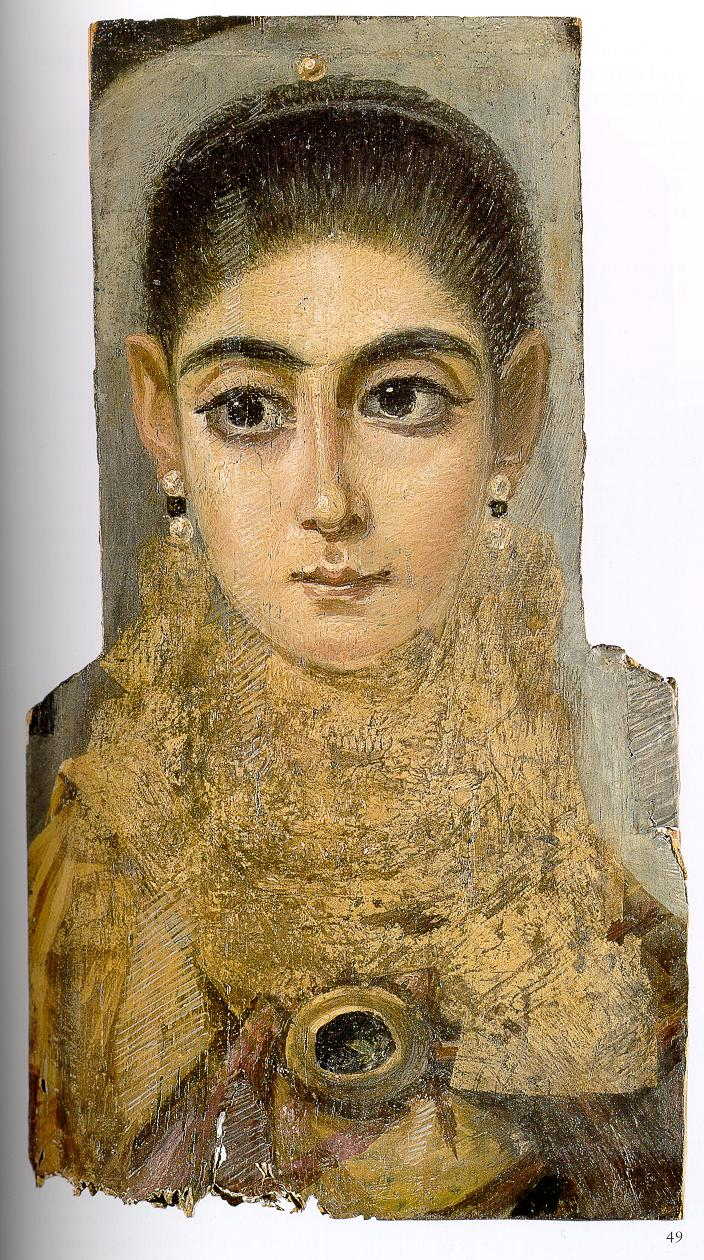
ルーブルの美少女 ミイラ肖像画

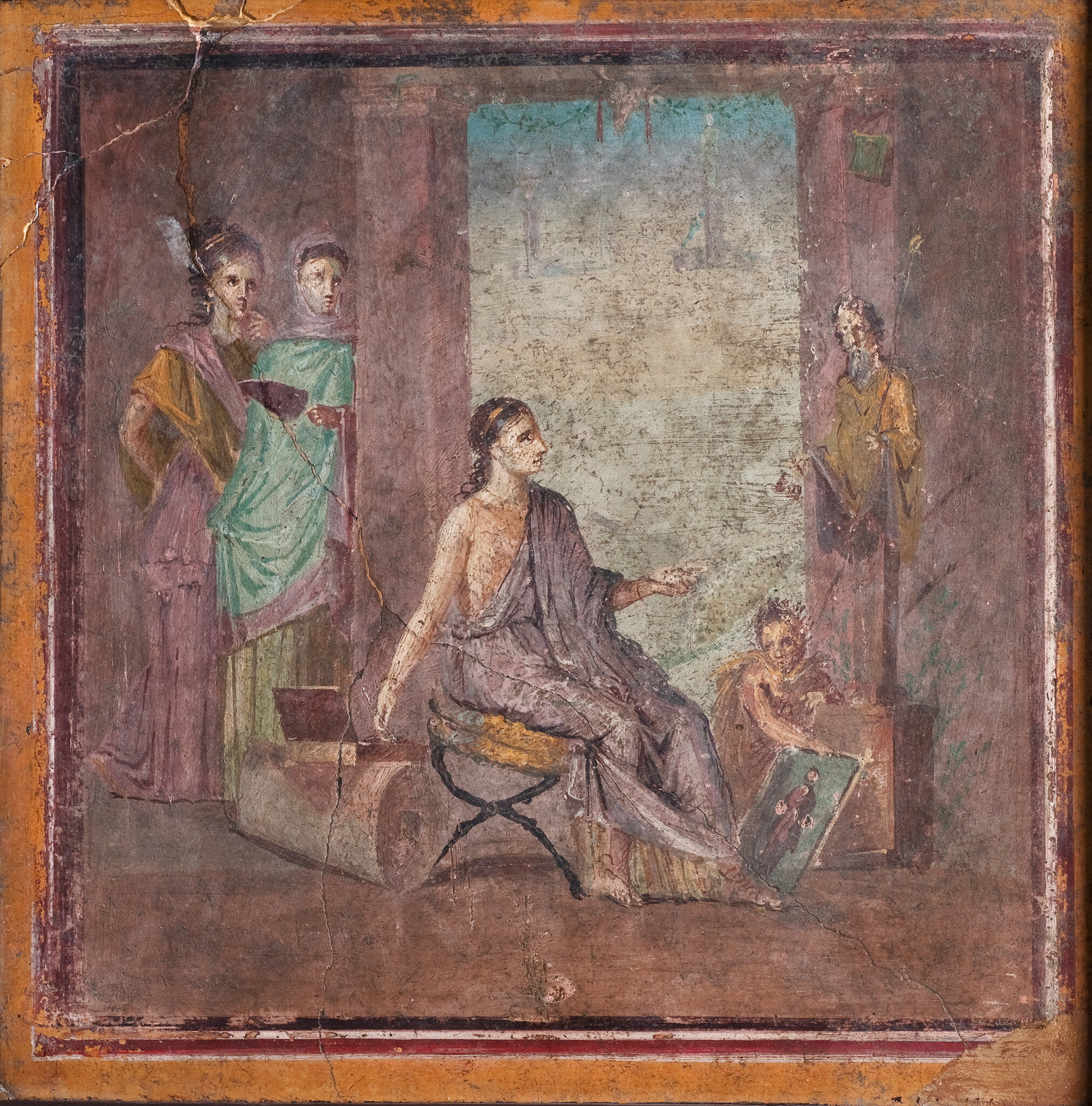
ポンペイの画家と彩色された像と額縁に入れられた絵

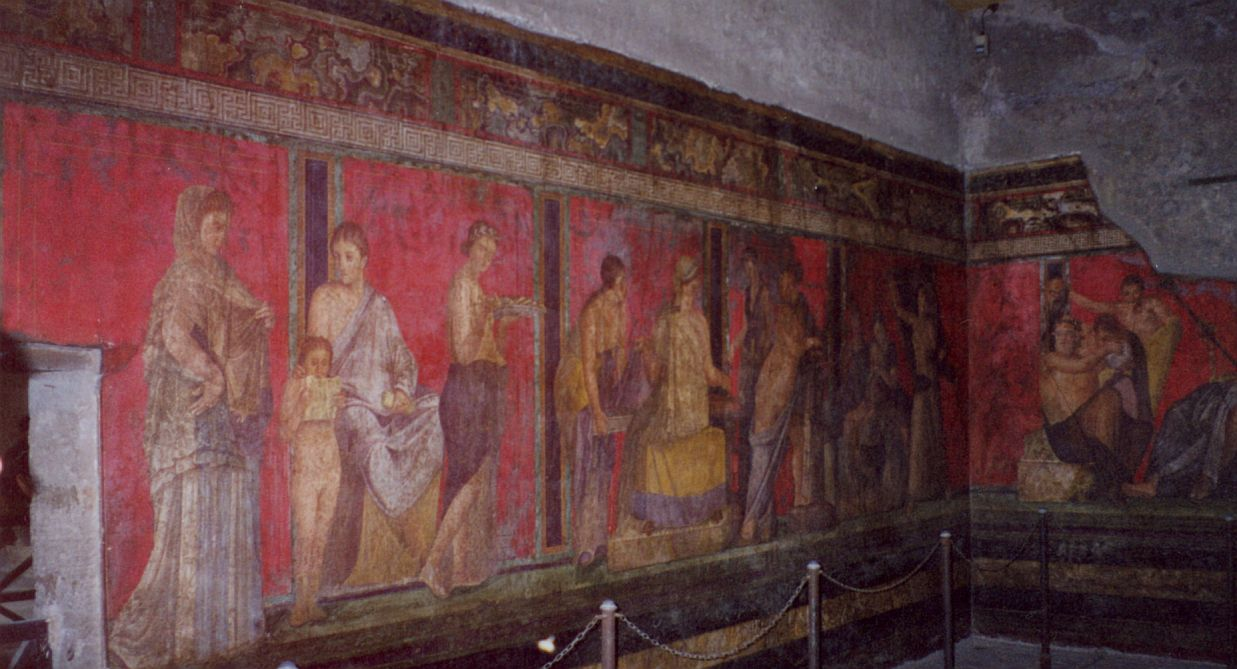
秘儀荘の壁画

我々は古代ローマの絵画に関する知識の多くをポンペイとヘルクラネウムで発掘された作品、特に西暦79年に起きたヴェスヴィオ火山の大噴火によって埋まり損壊を免れたポンペイの壁画に負っている。4世紀から5世紀に掛けてギリシアからローマに輸出された絵画や同じ頃イタリアで木の板に描かれた絵画は全く残っていない。つまり約900年に亘る古代ローマの歴史の内で約200年の期間に於ける作例が得られるのみである。この壁画の多くは乾式法で描かれた。しかし湿式のフレスコも古代ローマ時代に存在していた。モザイクや少ない文献により先の時代のギリシャの作品がローマで翻案またはコピーされていた事が分かる。しかし、文献には古代ローマの時代に移住したギリシャ人芸術家の名前を記録している可能性があり混乱の元となっている。コピーされていたのは古代ギリシャのオリジナルの作品では無かったかも知れない。壁画以外ではエジプト出土のミイラに付属したミイラ肖像画（後2～4世紀、蜜蝋画、ないしテンペラ画）が主要な遺品である。
1、2世紀の作品には、ヘレニズム絵画を受け継ぐ古典的写実主義が顕著であるが、3世紀以降には、矮小化抽象化が目立ってくる。ポンペイ秘儀荘の壁画、ルーブルの美少女（ミイラ肖像画、蜜蝋画、アンティノエ出土、2世紀初め）、また絵画の複製として1世紀のアレクサンドロス大王のモザイク画（ポンペイ出土、ナポリ美術館）、3世紀の皇帝の別荘（シチリア アルメリーナ荘）のモザイクは代表作である。

### 多様な主題
古代ローマの絵画は多様な主題（動物、静物、風俗、肖像、神話等）を扱っている。ヘレニズム時代には羊飼い、羊の群れ、質素な神殿、山岳風景、田舎の家などの光景を描いて田舎の魅力を表現した。エロティックなシーンが主題になる場合も散見される。カタコンベの壁には帝政後期の西暦200年以降の異教の像と混交した初期キリスト教の主題が描かれている。

### 時代区分
古代ローマの壁画はドイツの考古学者アウグスト・マウにより提唱されたように通常四つの時代に区分される。詳しくはポンペイの壁画の様式で扱う。

### 風景と眺望

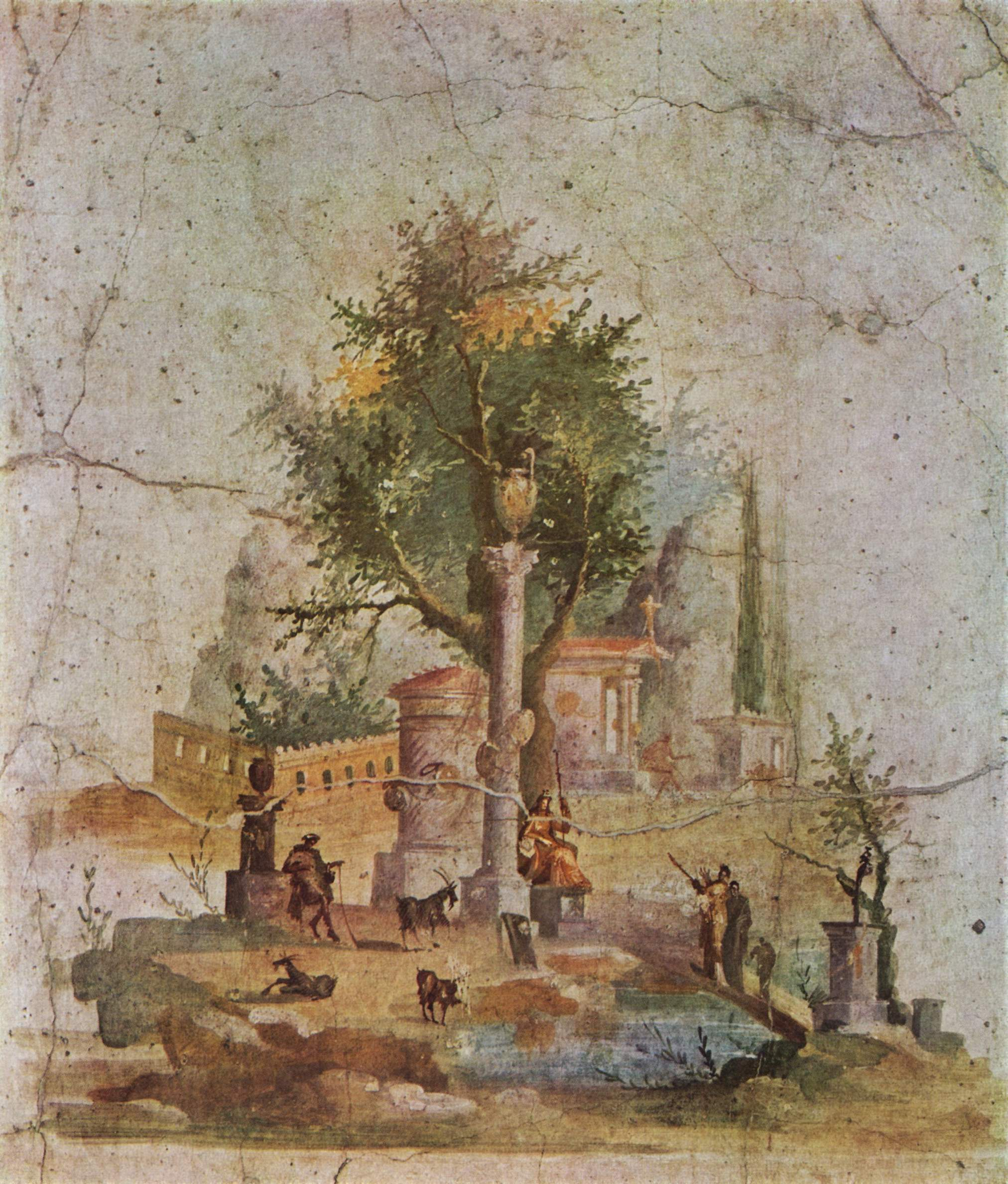
Boscotrecase, ポンペイ. 第二様式

ギリシア美術と比較して古代ローマ絵画の最大の貢献は風景画の発展である。特に1500年後の透視図法のように数学的では無いものの透視図法を導入した。表面の質感、陰影、色合いは正しく表現されたが、空間の奥行きやスケールは正確には表されなかった。風景の中には花や木々のある庭園を描いた純粋な自然の光景がある。一方で都市の建物を描いた物や、神話のエピソード、オデュッセイアの有名なシーンなどが描かれた。
古代の美術が風景を風俗や戦争の光景という意味でしか知らなかったとするフランツ・ヴィクホフの主張をエルンスト・ゴンブリッチは議論の余地があるとしている。ギリシア人が風景を主体とした描写を行っていた証拠をプラトンの『クリティアス』(107b-108b)に見出すことができる。
画家が描いた神の肖像や人間の肉体を見る時、対象をありのままに描くことができたかを鑑賞者の立場で判断する場合、どれくらい容易かあるいは困難かということに関して、我々はまず地面や山々、川、森そして天空とそこにあるまたはそこで動いている天体が描かれる場合、画家が少しでもそれらを似せて表現することができれば我々は満足するという事に気付くだろう。

### 静物
古代ローマの静物の主題は実際の物と錯覚するように意図して描かれた壁龕や棚に置かれたように描かれている。そこで描かれるのは多岐にわたる日常生活でありふれた物つまり果物、動物(生きている場合も死んでいる場合も有る)、魚介類などであった。水を入れたガラス製のジャーのような主題の例は見事に描かれルネサンスやバロック期に良く描かれた同様の主題のモデルとなった。

### 肖像

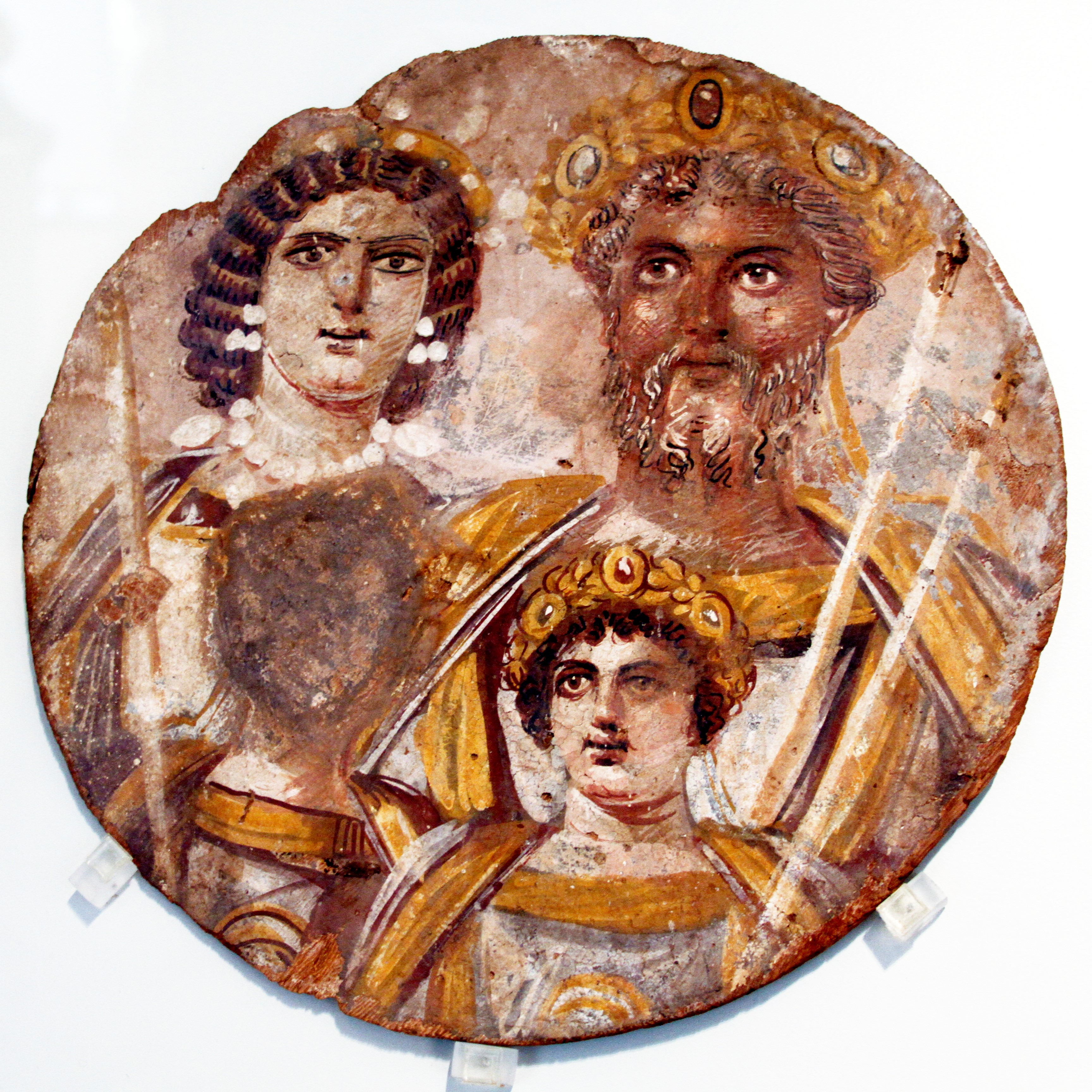
セウェルス家の肖像、木の板に描かれた皇帝家族の肖像、西暦200年頃

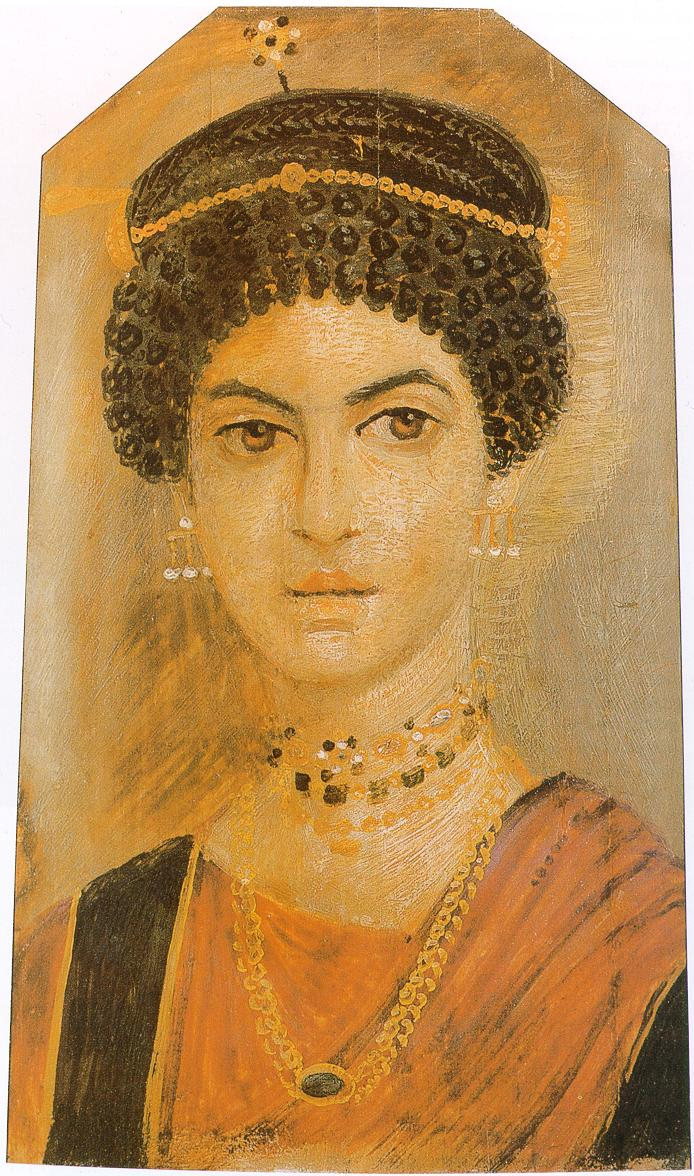
巻き毛のヘアスタイルの女性の肖像、スコットランド王立博物館

大プリニウスはローマの肖像画の衰退ぶりを嘆いて次のように述べている。「幾世代も人の容姿を正確に伝えてきた絵画の伝統が完全に失われてしまった。…怠惰が美術を崩壊させてしまった」。
古代ギリシアとローマでは壁画は格式のある芸術とは見なされなかった。彫刻を除いた場合もっとも格式のある芸術といえば木の板にテンペラや蝋画で描かれた板絵であった。しかし、木が破壊されやすい素材であるため非常に少ない作例しか残っていない。つまり200年頃のセウェルス家の肖像と有名なファイユーム肖像画である。ファイユーム肖像画は埋葬のミイラの顔の部分に取り付けられていた物であるが、現在では殆ど全て取り外されている。通常一人の人物の頭部または胸から上が正面を向いた姿で描かれる。背景は常に一色に塗られ、たまに装飾的な要素が描かれることがある。美術の伝統の上ではエジプトよりギリシア・ローマの伝統を受け継いでいるものだということが分かる。これらの肖像は芸術上の質に於いてばらつきがあるが、非常にリアルな表現となっており、同じ系統の作品が広範囲に広まっていたが失われてしまったことを示しているかもしれない。コインに描かれた肖像と、僅かだが帝国末期のメダルやガラスに描かれた肖像画が現在まで伝わっている。その中には非常にリアルな物も含まれている。

### 風俗画
古代ローマの風俗を描いた物にはローマ人が賭け事や音楽などの娯楽を楽しんでいる様子を描いたものが多く、男女の交わりを描いた物も有る。また神が娯楽を楽しんでいる様子を描いた物も有った。

### 凱旋画

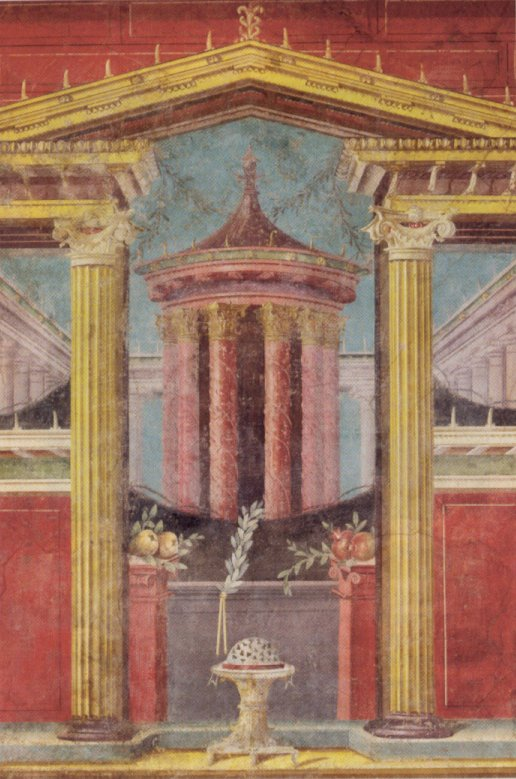
ボスコレアーレ出土のローマのフレスコ画、紀元前43-30年、メトロポリタン美術館

紀元前3世紀からプリニウスも博物誌(XXXV, 22)に記している凱旋絵画Triumphal Paintingsと呼ばれるジャンルの絵画が描かれるようになった。戦勝後の凱旋や戦争の逸話、征服した地方や都市、概略の地図などが戦争の重要な点にハイライトを当てるために描かれた。ヨセフスはウェスパシアヌスとティトゥスによるエルサレム略奪の際に描かれた凱旋絵画について記述している。

金や象牙の細工がそこらじゅうに取付けられていた。それと戦争の多くの場面が、その様子を生き生きと伝える為にいろいろなパターンや趣向で描かれていた。幸福な国が焦土と化し、敵の大群が殺されたり逃走したりあるいは捕虜とされる。天に聳える城壁は機械により崩され廃墟と化し、難攻不落の要塞が奪取され、丘の上に築かれた大都市の城壁が占領され、軍勢が都市の城壁内に押し寄せる。あちらこちらで殺戮が行われ、反抗する力を失った敵が哀願している。寺院に火が放たれ、家が崩されそこに住む人びとは押し潰される。川もまたもの悲しい広大な砂漠を抜けた後、耕地に流れ込むことも、人や家畜の喉を潤すこともなくまだあちこちで火が燃え盛る街を流れる。ユダヤ人がこの戦争の間に経験したことを話したので、戦争の出来事を伝えるこの作品の表現はあまりにも壮大で生々しかったので、その出来事を目撃しなかった者でもそこにいたかのように感じられた。これらの描写の一番上には占領された街の総督が捕らえられる様子が描かれていた。

これらの絵画は失われてしまった。しかし、サルコファガスに施された歴史浮き彫りや、ティトゥスの凱旋門、トラヤヌス帝記念柱などの構成に影響を及ぼした可能性がある。これらの証拠はしばしば透視図法に従う傾向のあった風景画の重要性を裏付けている。
ラヌッチョ（en:Ranuccio Bianchi Bandinelli）はまたエスクイリーノの丘の墓に見られるローマ最古の絵画について記述している。
| 「 | 何もない背景に歴史的な光景が四つの部分に描かれている。マルクス・ファニウス、マルクス・ファビウスといった人々が確認できる。これらの人物は他の人々より大きく描かれている。左から二番目の部分には銃眼のある城壁に囲まれた都市、その前には羽根付のヘルメットと盾を装備した戦士が描かれている。戦士の近くには丈の短いチュニックを着て、細身の剣を装備した男が居る。この二人の周りにも丈の短いチュニックを着て細身の剣を持った兵士が二人より小さく描かれている。下の部分では闘いが描かれているが羽根付ヘルメットと盾を装備した戦士が他の者より大きく描かれている、彼等の武器から彼等はサムニウム人だと推測できる。 | 」 |

この場面を特定することは難しいが、ラヌッチョの仮説は紀元前326年の第二次サムニウム戦争中の執政官クィントゥス・ファビウス・マクシムス・ルリアヌスの勝利を描いたものだとするものである。重要性に見合ったサイズで人物を描くというのはローマ美術に典型的なもので平民のレリーフにも見られる。この絵は凱旋絵画の揺籃期のものと考えられる。おそらく、墓を飾るために紀元前3世紀はじめまでに描かれたものだろう。

## 工芸

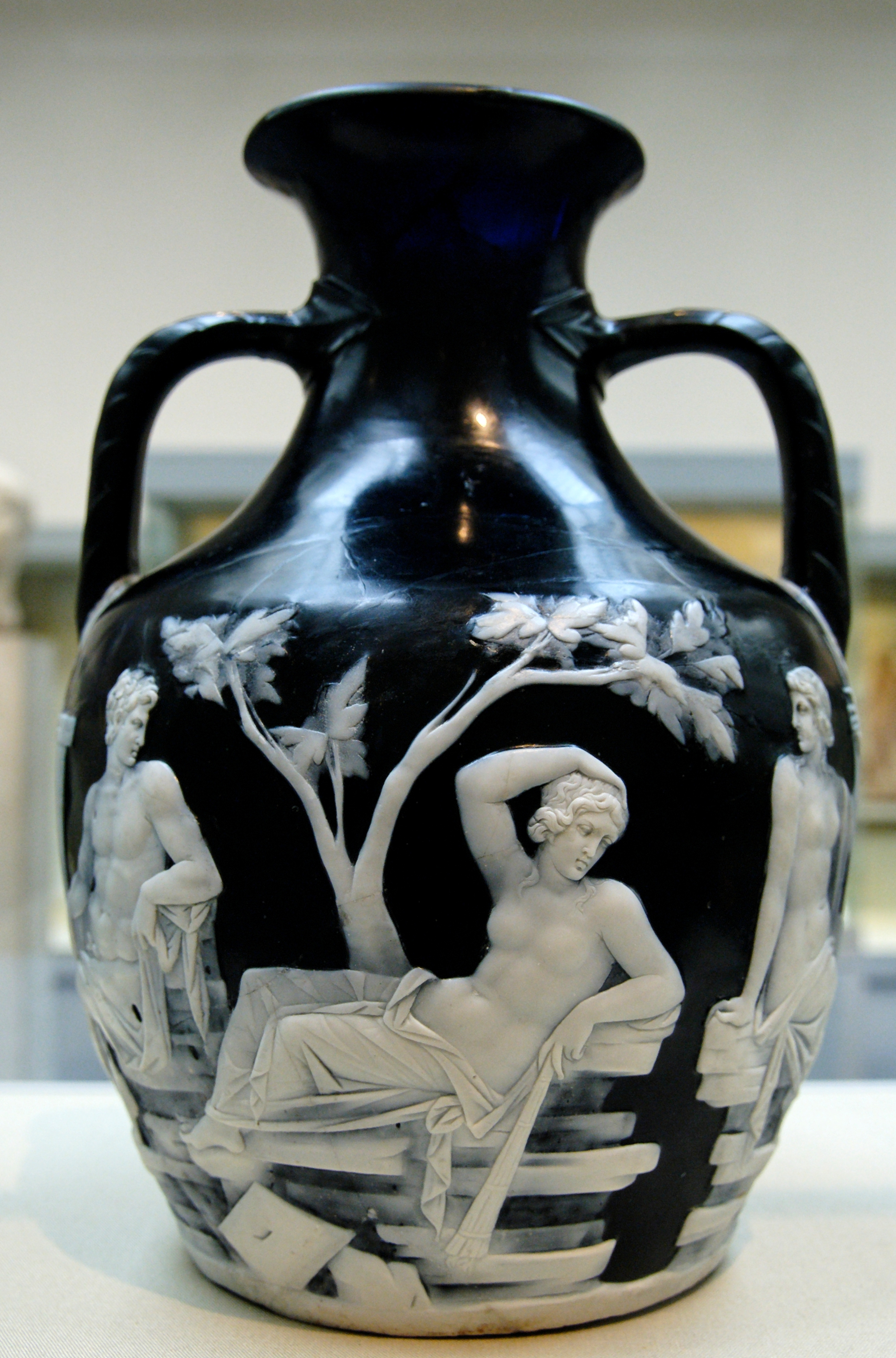
ポートランドの壺

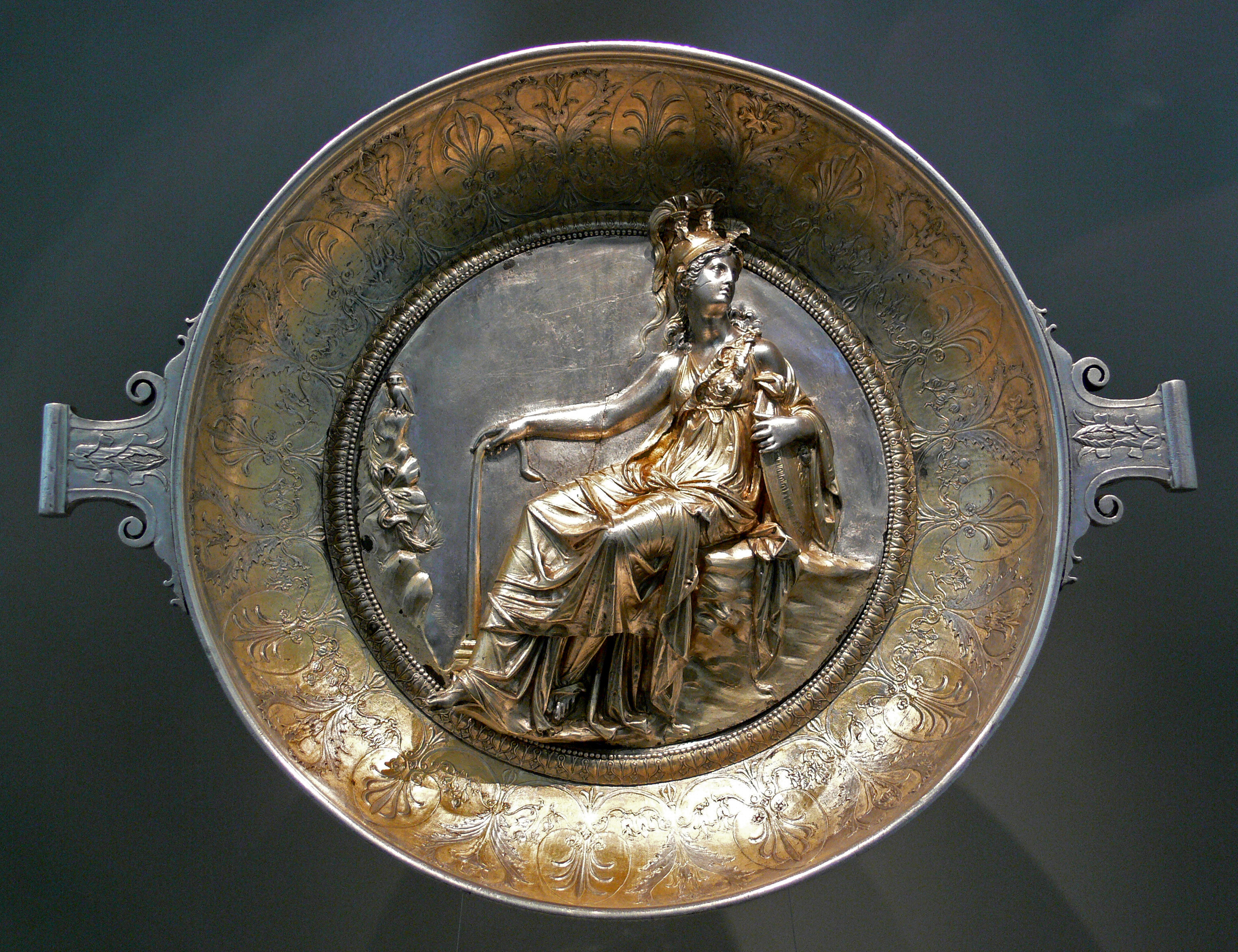
ヒルデスハイムの遺宝（銀器）

1世紀初頭前後に、吹きガラス技術がローマ帝国内で発明され、ガラス工芸が大きく発展した。成分としてソーダガラスを主とし、鉛ガラスはほとんど無い。カメオ、ゴールドサンドイッチ、ミルフィオリなど多くの製法が開発され、現代、再発見された技術もあるほどである。帝国の外、東アジアにまで輸出された。
神話の情景をカメオに彫った「ポートランドの壺」（大英博物館）が有名である。また、ヒルデスハイムの遺宝（銀器）のような優れた銀工芸品が制作された。